# Bénédicte Martin
Pour les articles homonymes, voir Martin.
Bénédicte Martin, née le 31 mars 1978 à Paris, est une femme de lettres française.

## Biographie

### Famille et vie privée
Par sa mère guadeloupéenne, Bénédicte Martin descend des Blancs-Mâtignons.[réf. nécessaire] Elle a vécu plusieurs années en Guadeloupe.
Après avoir eu un enfant en 2007 avec l'acteur Jean-Paul Rouve,,, elle a ensuite une relation avec l'écrivain Sylvain Tesson,.

### Carrière
En novembre 2003, son premier livre est un recueil de nouvelles érotiques, Warm Up. Ce livre reçoit le prix Contrepoint,. Elle publie un deuxième recueil de « nouvelles amoureuses » en octobre 2006, Perspectives de paradis. Les deux sont traduits en espagnol et en portugais. Son troisième livre, un recueil de poèmes en prose, Quelqu'un quelque part est foutu, sort le 6 septembre 2012.
Elle collabore depuis le début à la revue Bordel, et coécrit avec le réalisateur Radu Mihaileanu l'ouvrage La Source des femmes aux éditions Glénat, déclinant les thèmes abordés par le film homonyme en compétition officielle lors du festival de Cannes 2010.
Elle collabore au numéro 1 de la revue politique Charles, d'Arnaud Viviant où officie un « gouvernement » d'écrivains et y tient le rôle de ministre de la Condition féminine, avec Frédéric Beigbeder, François Bégaudeau et Flore Vasseur. Dans une chronique du Point, Patrick Besson pastiche le style de Bénédicte Martin, imaginant sa nuit avec le fils de l'ex-président.
En 2005-2006, elle anime quelques mois à la télévision l'émission ludique  et informative, En attendant Minuit sur TPS Star, sur l'actualité du sexe, à la suite de l'écrivain Claire Castillon,.
Elle est journaliste à Paris Match, Le Point, Marianne, VSD, Libération, en 2012, Les Inrockuptibles, en 2015, sur RMC avec Brigitte Lahaie et sur Sud Radio, en 2016-2017.
Spécialiste de Colette, elle participe, en 2012, à l'émission Une vie, une œuvre, sur France Culture. Dans l'émission Bibliothèque Médicis sur Public Sénat, le 14 mars 2014, elle présente son opus La Femme, sélectionné pour le prix Renaudot Essai.
Elle publie un essai, Simone de Beauvoir,, en édition numérique, en 2016, aux éditions Nouvelles Lectures.
En janvier 2018 paraît Brisa aux éditions Jean-Claude Lattès, roman autour de sa grand-mère en lice pour le prix Françoise-Sagan. En août 2018 sort L'Homme nécessaire aux éditions Sable Polaire, autofiction polémique, en lice pour le prix des Hussards et, en septembre 2018, la revue Long cours, aux éditions Humensis, publie un long article sur le Venezuela en temps de crise, pays qu'elle connaît bien,.
En mars 2022 sort Ce que l'on ne veut pas que je vous dise. Récit au cœur du pouvoir, chez Massot Éditions de la députée et productrice de cinéma oscarisée Frédérique Dumas. Écrit en collaboration, le livre bénéficie de très bonnes ventes et de très bonnes critiques durant l'élection présidentielle de  2022 ainsi que durant les élections législatives qui suivent.
En septembre 2022, elle témoigne d'une agression sexuelle de la part du journaliste Patrick Poivre d'Arvor.

## Couvertures de ses livres
Lors d'une interview sur le plateau de Thierry Ardisson, elle fait une lecture à voix haute du chapitre un de Warm up, et explique que, les histoires étant partiellement autobiographiques, elle a choisi de poser elle-même sur les couvertures des livres.
La couverture du livre La Femme, représentant une femme nue dont les jambes sont remplacées par une lame de couteau, est censurée par Apple et par la librairie numérique iTunes à cause de la nudité des seins. Olivier Frébourg, directeur des Éditions des Équateurs, communique sur ce qu'il appelle un acte digne de Big Brother et en appelle à différentes instances, dont la Commission européenne. Apple change d'avis après une semaine.

## Œuvre
- Warm Up, Flammarion, 2003 ; éd. Pocket, 2008.
- Perspectives de paradis, éd. Flammarion, 2006.
- Quelqu'un quelque part est foutu, éd. Stéphane Million, 2012.
- La Femme, éditions des Équateurs, 2014.
- Simone de Beauvoir[22],[23], coll. « Duetto », éd. Nouvelles Lectures, livre numérique, 2016
- Brisa, éditions JC Lattès, 2018.
- L'homme nécessaire, éd. Sable Polaire, 2018.
- Ce que l'on ne veut pas que je vous dise. Récit au cœur du pouvoir, Massot Éditions, écrit en collaboration. de Frédérique Dumas. 2022.

## Prix et distinctions
- 2004 : Prix Contrepoint pour Warm Up
- 2014 : Sélection Prix Renaudot Essai[21] pour La Femme
- 2018 :  Sélection Prix Françoise-Sagan[25] pour Brisa
- 2019 : Sélection Prix des Hussards pour L'Homme nécessaire.